# Big Love (canção)
"Big Love" é uma canção da banda de rock Fleetwood Mac, parte do álbum Tango in the Night. Foi lançada em março de 1987 como o primeiro single do álbum e alcançou a quinta posição nas paradas dos Estados Unidos e a nona nas paradas do Reino Unido.
A canção foi escrita pelo vocalista e guitarrista Lindsey Buckingham para o seu terceiro álbum solo, que depois tornou-se um projeto da banda. Com sua saída do grupo no mesmo ano, a música nunca foi tocada ao vivo pela banda até o ano de 1997, quando a formação clássica foi reunida. A partir de então, "Big Love" se tornou frequente no repertório do Fleetwood Mac em uma versão acústica, também executada nos shows solo de Lindsey.

## Faixas
1. "Big Love" (remix estendido) – 6:42
2. "Big Love" (House on the Hill Dub) – 3:03
3. "Big Love" (Piano Dub) – 6:36
4. "You and I, Part I" – 3:04

## Ficha técnica
- Lindsey Buckingham – guitarras, sintetizadores, Fairlight CMI, co-vocais principais
- Mick Fleetwood – bateria, percussão
- John McVie – guitarra elétrica
- Christine McVie – sintetizadores, vocais principais e de fundo